# Sexy MF (video single)
Sexy MF è una VHS del video musicale "Sexy MF" del cantante e musicista statunitense Prince e dal gruppo di supporto The New Power Generation, pubblicato nel 1992 dalla etichetta Warner Home Video.

## Tracce
1. Sexy MF – 8:50